# Magdalena Pecul-Kudelska
Magdalena Pecul-Kudelska – polska chemiczka, działaczka społeczna, profesor nauk ścisłych i przyrodniczych,  profesor Uniwersytetu Warszawskiego, specjalności naukowe: chemia teoretyczna, spektroskopia.

## Życiorys
W 2000 na podstawie rozprawy pt. Wpływ oddziaływań międzymolekularnych na parametry widm NMR uzyskała na Wydziale Chemii Uniwersytetu Warszawskiego stopień naukowy doktora nauk chemicznych (dyscyplina: chemia, specjalność: chemia teoretyczna). Na tym samym wydziale na podstawie dorobku naukowego oraz pracy pt. Obliczenia kwantowochemiczne optycznych właściwości molekularnych otrzymała w 2007 stopień naukowy doktora habilitowanego nauk chemicznych (dyscyplina: chemia, specjalność: chemia fizyczna). Tytuł profesora otrzymała 21 lipca 2020.
Została profesorem uczelni na Wydziale Chemii Uniwersytetu Warszawskiego.
Zaangażowała się w działalność ruchu społecznego Obywatele RP.